# Knobloch (Adelsgeschlecht)

Erweitertes Wappen der Freiherrn
von Knobloch von Hausen-Aubier
mit dem Stammwappen im Herzschild

von Knobloch ist der Name eines alten meißnischen Adelsgeschlechts.
Es besteht keine Stammverwandtschaft mit den von Knoblauch aus dem Havelland, den Knoblauch zu Hatzbach aus Hessen, der Frankfurter Patrizierfamilie Knoblauch oder den 1883 in den österreichischen Ritterstand gehobenen Knobloch von Südfeld.

## Geschichte
Das Geschlecht erscheint erstmals im Jahr 1292 urkundlich mit Heynricus dictus Clobelouch. Die direkte Stammreihe beginnt mit Jakob von Knobloch, der im 15. Jahrhundert im Dienste des Deutschen Ordens aus der Oberlausitz nach Preußen kam.

### von Knobloch genannt von Droste
Für die Erben Maximilian von Knobloch, Gutsherr auf Linkehnen und Starkenberg, erfolgte am 27. Oktober 1855 in Sanssouci die preußische Namen- und Wappenvereinigung mit Diplom vom 28. Juli 1858 mit den von Droste (einer erloschenen preußischen Seitenlinie des westfälischen Adelsgeschlechts Droste zu Hülshoff) als „von Knobloch genannt von Droste“, allerdings geknüpft an den Besitz der Droste'schen Güter Linkehnen und Starkenberg (beide Landkreis Wehlau, Ostpreußen).

### Adelserhebung (Freiherrenstand)
Die Erhebung in den preußischen Freiherrenstand erfolgte am 7. April 1849 in Charlottenburg mit Diplom vom 5. Juli 1858 in Baden-Baden als „von Knobloch Freiherr von Hausen-Aubier“. Sie war geknüpft an den Besitz des Fideikommiss Sudnicken bei Trömpau und Crumteich, Adlig-Bärwalde bei Labiau (russisch Polessk, Landkreis Königsberg, Ostpreußen), für Heinrich von Knobloch, als Erbe seiner Cousine Henriette von Hausen-Aubier (geborene von Hausen) und Gutsherr auf Puschkeiten sowie später Fideikommissherr auf Sudnicken und Crumteich.

## Wappen
Das Stammwappen zeigt drei (2,1) silberne Kannen in Rot, auf dem Helm mit rot-silbernen Decken ein liegendes silbernes (oder goldenes) Jagdhorn mit roter (oder blauer) Schnur vor fünf blauen Fahnen an goldenen Lanzen.

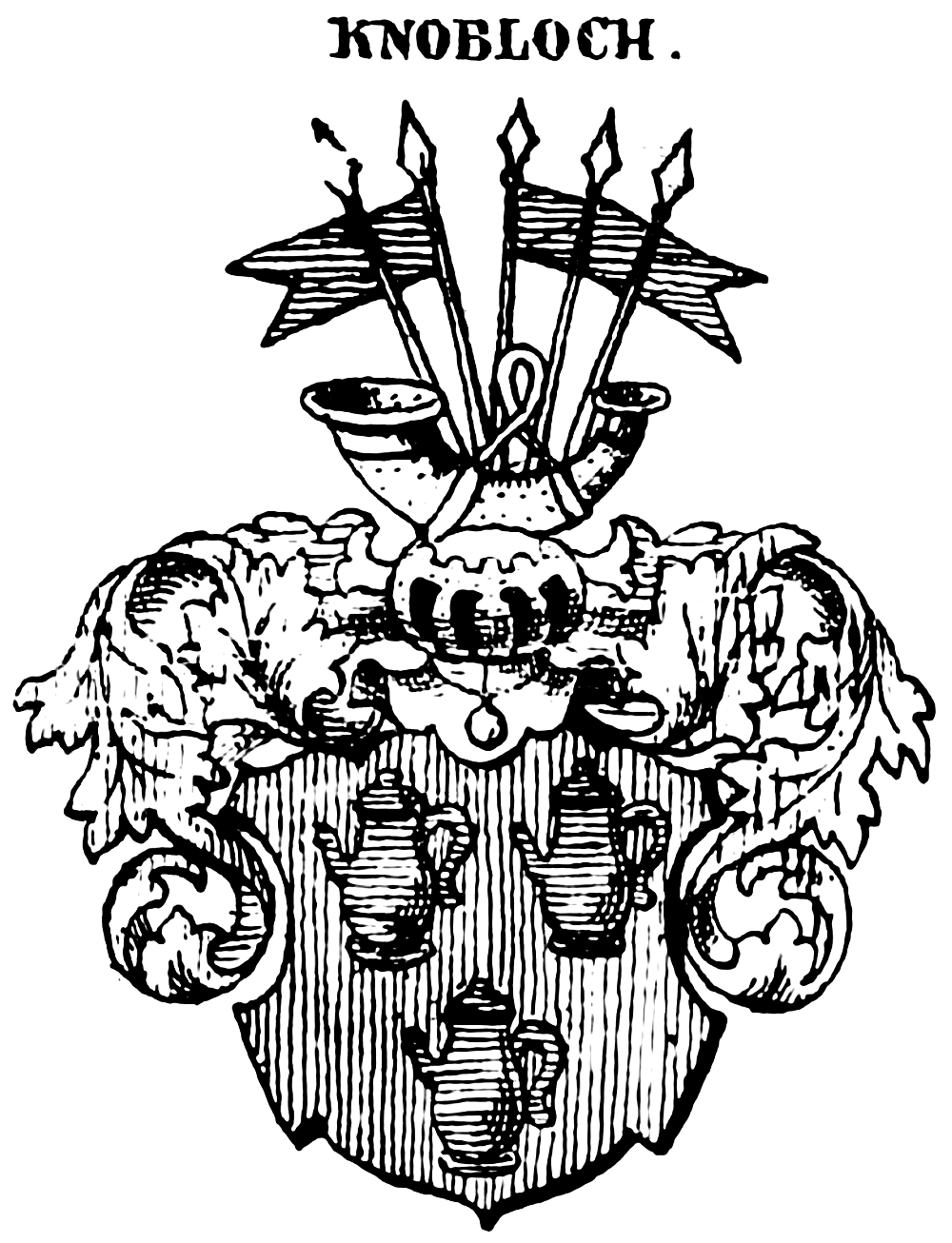
Stammwappen derer von Knobloch (Meißen)
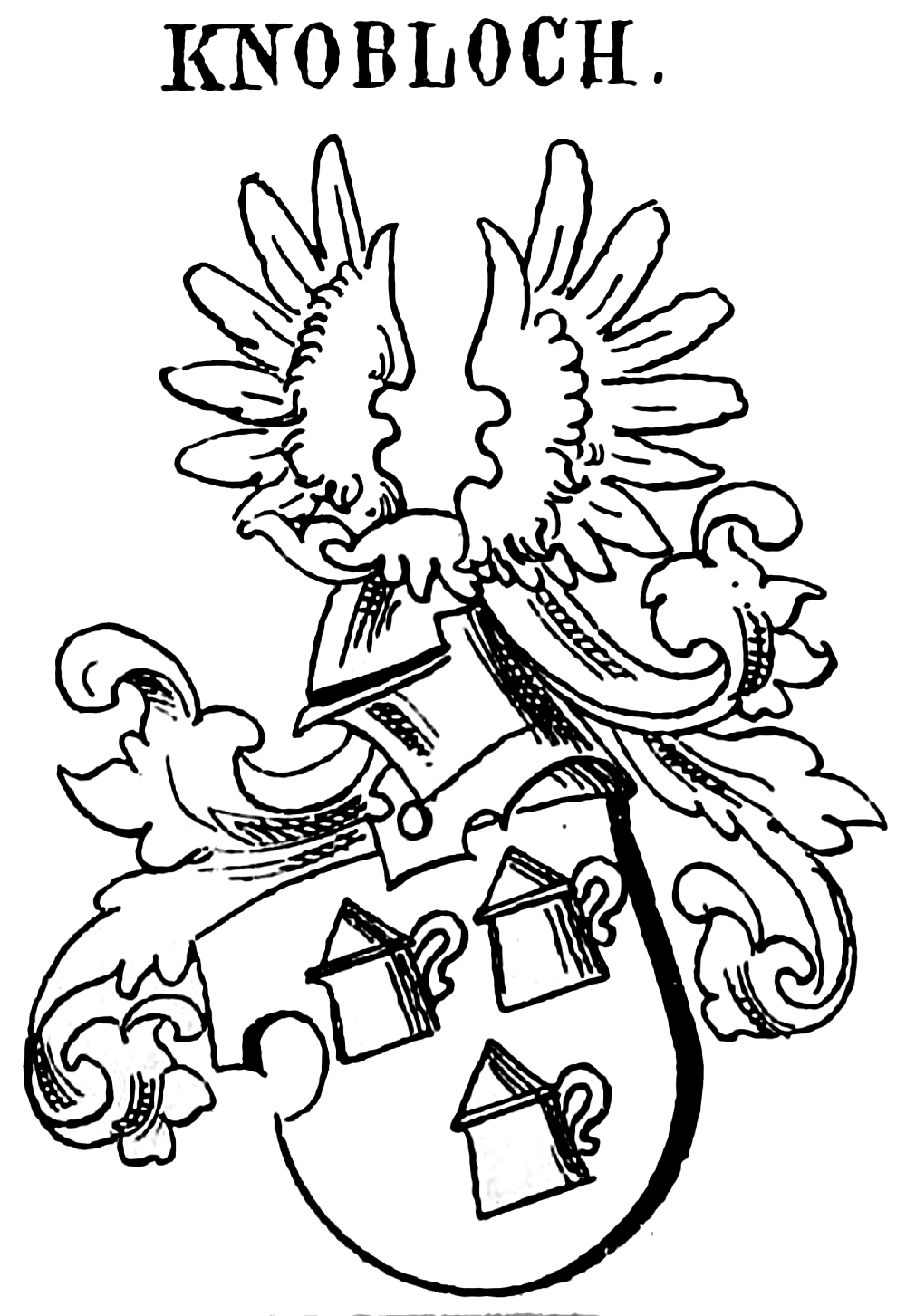
Wappen derer von Knobloch (Lausitz)

## Bekannte Familienmitglieder
- Barbara von Knobloch, 1493 Äbtissin der Abtei Andlau[2]
- Jakob von Knobloch († 1493), 1454 zum Deutschen Orden, Stifter der preußischen Linie
- Johann von Knobloch (1520–1599), Arzt in Frankfurt a. d. O.
- Dietrich Erhard von Knobloch (1690–1757), preußischer Generalmajor
- Karl Gottfried von Knobloch (1697–1764), preußischer Generalmajor
- Melchior Ernst von Knobloch (1732–1788), preußischer Wirklicher Geheimer Rat und Minister
- Friedrich Wilhelm Erhard von Knobloch (1739–1817), preußischer Generalmajor
- Otto Benjamin von Knobloch (1770–1848), Landrat vom Kreis Rößel (1818–1843)[3]
- Karl von Knobloch (General, 1773) (1773–1858), preußischer Generalmajor
- Karl von Knobloch (General, 1797) (1797–1862), preußischer Generalmajor
- Wilhelm von Knobloch (1794–1854), preußischer Generalmajor
- Friedrich von Knobloch (1797–1881), preußischer Generalleutnant
- Oskar von Knobloch (1822–1899), preußischer Generalmajor
- Hugo von Knobloch (1823–1896), preußischer Generalmajor
- Arthur von Knobloch, gen. Freiherr von Hausen-Aubier (1825–1901), Landrat, Majoratsherr in Sudnicken, Ostpreußen[4]
- Hermann von Knobloch (1833–1898), Rittergutsbesitzer, Mitglied des Deutschen Reichstags
- Leopold von Knobloch (1887–1968), Verwaltungsjurist, Landrat des Kreises Stallupönen